# Andrzej Piotr Wierzbicki
Andrzej Piotr Wierzbicki (ur. 29 czerwca 1937 w Warszawie) – polski automatyk, specjalista w zakresie metod wspomagania decyzji.

## Życiorys
Dyplom mgr. inż. łączności ze specjalnością automatyka uzyskał w 1960 r. na Wydziale Łączności Politechniki Warszawskiej. W latach 1959–1961 pracował w Instytucie Elektrotechniki. Od 1961 r. do 2004 r. był zatrudniony w Politechnice Warszawskiej w Katedrze Automatyki (obecnie Instytut Automatyki i Informatyki Stosowanej) Wydziału Łączności, później Wydziału Elektroniki Politechniki Warszawskiej (od 1995 Wydział Elektroniki i Technik Informacyjnych). Stopień doktora uzyskał na Wydziale Elektroniki Politechniki Warszawskiej w 1964 r., stopień doktora habilitowanego w 1968 r., tytuł profesora w 1976 r., stanowisko profesora zwyczajnego w 1992 r. Od 1996 r. do 2018 był zatrudniony w Instytucie Łączności (PIB), w latach 1996–2004 pełnił funkcję dyrektora naczelnego Instytutu Łączności.
Opublikował ponad 12 książek naukowych oraz 4 monografie o charakterze podręczników, był redaktorem naukowym 6 książek, opublikował ponad 150 artykułów w recenzowanych czasopismach naukowych i rozdziałów w książkach, ponad 120 referatów na konferencjach naukowych, ma 3 wdrożone i wykorzystane patenty. Był promotorem ponad 20 doktorów, kilku doktorantów (A. Dontchev, I. Lasiecka, A. Lewandowski) są profesorami na uczelniach zagranicznych. Jego doktoranci lub pracownicy zespołu kierowanego przez niego obronili 4 habilitacje (A. Ruszczyński, J. Szymanowski, K. Kiwiel, A. Pacut), trzech z nich ma tytuł profesora. Autor 52 recenzji rozpraw doktorskich, 20 habilitacyjnych i 12 wniosków profesorskich, w tym kilku dla uczelni zagranicznych (4 rozprawy doktorskie i 5 wniosków profesorskich, włącznie z Uniwersytetem Stanforda).
Ma uznany międzynarodowo wkład w teorię sterowania i optymalizacji w tym autorstwo zasady maksimum dla procesów z opóźnieniem, algorytmy przesuwanych funkcji kary i uzupełnionych funkcji Lagrange’a z uogólnieniami na przypadek dynamiczny i ograniczeń w przestrzeni Hilberta. Jest autorem uogólniającego podejścia do teorii wrażliwości układów dynamicznych i sterowania optymalnego, opartego na rozróżnieniu roli modelu podstawowego i rozszerzonego oraz strukturalnej wersji twierdzenia o funkcji uwikłanej (monografia, tłumaczona też na j. angielski).
Zasadniczym osiągnięciem Andrzeja P. Wierzbickiego jest autorstwo oryginalnego podejścia do teorii i metodologii optymalizacji wektorowej, wielokryterialnego wspomagania decyzji i projektowania. Podejście to, zwane metodą punktu odniesienia, w warstwie teoretycznej opiera się na nowych charakteryzacjach rozwiązań wektorowo optymalnych z wykorzystaniem stożkowego rozdzielania zbiorów i specjalnej klasy funkcji osiągnięcia (skalaryzujących), zależnych parametrycznie od punktu odniesienia. W warstwie metodologicznej podejście to kładzie nacisk na suwerenną rolę użytkownika systemu wspomagania decyzji czy projektowania (którego trzeba wspomagać, a nie zastępować w ostatecznym wyborze decyzji czy wariantu projektu). Podejście to zyskało międzynarodową akceptację i stało się podstawą dalszych prac wielu autorów amerykańskich, japońskich i europejskich.
Wśród innych zainteresowań badawczych Andrzeja P. Wierzbickiego trzeba wyróżnić prace związane z teorią i technikami negocjacji, a także autorstwo zdobywającej coraz większe zainteresowanie międzynarodowe racjonalnej teorii intuicji, opartej na rozróżnieniu pomiędzy trudnością przetwarzania informacji słownej i całościowego przetwarzania pełnej informacji (głównie wizualnej) docierającej do człowieka, na uznaniu upraszczającej i przyspieszającej roli wynalazku mowy w procesie ewolucyjnym oraz na przeciwstawieniu jej intuicji. Z teorii tej wynika m.in., że tylko niewiele neuronów w mózgu ludzkim zajmuje się rozumowaniem racjonalnym, logicznym i słownym. W latach 2004–2007 pracował też nad mikro-modelami kreowania wiedzy, był współautorem dwóch monografii na ten temat. Opublikował też szereg prac dotyczących koncepcji cywilizacji i społeczeństwa informacyjnego; Komisja Europejska powołała go w latach 2000–2003 na członka ISTAG (Information Society Technology Advisory Group). W Polsce uzyskał nagrodę im. Prof. Hofmokla za pomoc w tworzeniu pierwszych naukowych sieci komputerowych oraz propagowanie idei społeczeństwa informacyjnego.
Na Politechnice Warszawskiej pełnił funkcje zastępcy dyrektora Instytutu Automatyki, prodziekana, dziekana Wydziału Elektroniki Politechniki Warszawskiej w kadencji 1975–78. Od 1992 roku był profesorem zwyczajnym Politechniki Warszawskiej.
W r. 1960–61 spędził rok na Politechnice Darmstadt w RFN. W r. 1970-71 spędził rok na Uniwersytetach Minnesota oraz Browna w USA. W latach 1978–1984 pracował w Międzynarodowym Instytucie Stosowanej Analizy Systemowej (IIASA) w Austrii, od 1979 jako kierownik działu teoretycznego tego instytutu. W 1985 wykładał na studiach doktoranckich Uniwersytetu Zdalnego Nauczania w Hagen, Niemcy. W 1989–90 spędził rok jako profesor wizytujący Uniwersytetu w Kioto, Japonia. Ponadto, wykładał na studiach doktoranckich wielu uczelni w kraju i zagranicą. W latach 2004–2007 był zatrudniony jako profesor badawczy w Japan Advanced Institute of Science and Technology w Nomi koło Kanazawy.
W kadencji 1991–94 pełnił z wyboru funkcje przewodniczącego Komisji Badań Stosowanych KBN oraz zastępcy przewodniczącego Rady Fundacji Nauki Polskiej. W latach 1998–2002 uczestniczył w Brukseli, jako ekspert w zakresie telekomunikacji, w negocjacjach przygotowujących akcesję Polski do Unii Europejskiej, Członek i przewodniczący zespołów opiniodawczych KBN: Zespołu d.s. Infrastruktury Informacyjnej KBN, 1995–2000; Zespołu d.s. Rozwoju i Promocji Nauki, 1995–2000, przewodniczący; Zespołu d.s. Współpracy Naukowej z Zagranicą, od 2001 do 2004 przewodniczący. Był też członkiem i przewodniczącym wielu Rad Naukowych (m.in. PIAP, NASK). Od 1986 członek redakcji, przez pewien czas redaktor czasopisma Przyszłość: Świat, Europa, Polska Komitetu Prognoz „Polska 2000 Plus” przy Prezydium PAN.
W roku 2005 wyróżniony nagrodą za najlepszy referat Knowledge Creation and Integration: Creative Space and Creative Environments na Hawai International Conference on Systems Sciences. W roku 2009 uczestniczył jako audytor w międzynarodowym przeglądzie prac nowo powstającego Aalto University w Helsinkach.

## Międzynarodowe odznaczenia i wyróżnienia
- 1991: Wyróżniony Georg Cantor Award Międzynarodowego Towarzystwa MCDM (Multiple Criteria Decision Making)[6]
- 2000-2002: Wybrany przez Komisję Europejską jako członek ISTAG (Information Society Technology Advisory Group), Bruksela, Belgia
- 2003: Odznaczony krzyżem oficerskim belgijskiego orderu wynalazczości (LE MERITE DE L’INVENTION, Croix d’Officier, No. 1819), Bruksela, Belgia
- 2005: Wyróżniony Best Paper Award 38th Hawaii International Conference on System Science, Kulualoa, Hawaii
- 2006: Wyróżniony nagrodą im. T. Hofmokla za popularyzację idei społeczeństwa informacyjnego, Warszawa

## Wybrane publikacje
- Andrzej P. Wierzbicki Modele i wrażliwość układów sterowania, Wydawnictwa Naukowo-Techniczne, Warszawa 1977
- Andrzej P. Wierzbicki: On the Role of Intuition in Decision Making and Some Ways of Multicriteria Aid of Intuition, Journal of Multi-Criteria Decision Analysis, Vol. 6, s. 65–78, 1997.
- Andrzej P. Wierzbicki, M. Makowski, J. Wessels: Model-based Decision Support Methodology with Environmental Applications, Dordrecht: wyd. Kluwer 2000.
- Andrzej P. Wierzbicki, Y. Nakamori: Creative Space: Models of Creative Processes for the Knowledge Berlin-Heidelberg: wyd. Springer 2006
- Andrzej P. Wierzbicki, Y. Nakamori: Creative Environments: Supporting Creativity for the Knowledge Civilization Age Berlin-Heidelberg: wyd. Springer 2007
- Andrzej P. Wierzbicki: Techne_n: Elementy niedawnej historii technik informacyjnych i wnioski naukoznawcze Warszawa: Komitet Prognoz „Polska 2000 Plus” PAN 2011 (wersja angielska wydana w 2015, Springer Verlag, Berlin)
- Andrzej P. Wierzbicki: Przyszłość pracy w społeczeństwie informacyjnym Warszawa: Komitet Prognoz „Polska 2000 Plus” PAN 2015 (wersja angielska wydana w 2017, Springer Verlag, Berlin)